# Fandub
Fandubbing é a dublagem feita por fãs. Essas dublagens, por serem amadoras, não têm retorno financeiro, pois os fãs dubladores, em sua maioria, não possuem o registro de ator (DRT) e tampouco detêm os direitos autorais da obra com a qual estão trabalhando, o que vale para filmes, animações e semelhantes que tenham direitos autorais. 
A fandub é feita quando filmes, series e animações não possuem uma dublagem oficial ou quando não são distribuídos por causa da censura dos próprios países, dessa forma grupos se formam e criam fã-dublagens. Também é possível criar uma animação ou um curta-metragem e dublá-lo.
O fandubbing é utilizado por muitos fãs de dublagem que pretendem seguir carreira como dubladores profissionais. Uma grande parte dos fãs dubladores dizem fazer fandubbing como um "treino" de interpretação e auto-conhecimento vocal.
Na América Latina, os fandubbing se desenvolvem principalmente no Brasil, no Chile e no México entre os fãs de animes[carece de fontes?].
A legalidade do fandub é um assunto debatido, pois está relacionado a questões de direitos autorais e propriedade intelectual. De modo geral, realizar fandub de obras protegidas por direitos autorais sem permissão é visto como uma infração legal. Contudo, muitas produtoras e criadores de conteúdo tendem a ignorar o fandub, desde que ele não seja utilizado com fins lucrativos ou cause prejuízo à obra original. O fandub é incrivelmente popular na internet, principalmente em plataformas como o YouTube e nas redes sociais. Há milhares de vídeos de fandub disponíveis online, criados por fãs de diversas partes do mundo. Esses conteúdos atraem milhões de visualizações e comentários, evidenciando o grande apreço que a comunidade de fãs tem pelo fandub.